# Абдулай Мейте
Абдула́й Мейте́ (фр. Abdoulaye Méïté, нар. 6 жовтня 1980, Париж, Франція) — івуарійський футболіст, що грав на позиції захисника.
Виступав, зокрема, за клуб «Марсель», а також національну збірну Кот-д'Івуару.
Володар Кубка Інтертото.

## Клубна кар'єра
У дорослому футболі дебютував 1998 року виступами за команду клубу «Ред Стар», в якій провів два сезони, взявши участь у 28 матчах чемпіонату. 
Своєю грою за цю команду привернув увагу представників тренерського штабу клубу «Марсель», до складу якого приєднався 2000 року. Відіграв за команду з Марселя наступні шість сезонів своєї ігрової кар'єри. Більшість часу, проведеного у складі «Марселя», був основним гравцем захисту команди.
Згодом з 2006 по 2016 рік грав у складі команд клубів «Болтон Вондерерз», «Вест-Бромвіч Альбіон», «Діжон», «Гонка», «Донкастер Роверс», ОФІ, «Росс Каунті» та «СІК», «Ньюпорт Каунті».
У листопаді 2017 підписав контракт з андорським клубом «Лузітанос».

## Виступи за збірну
2003 року дебютував в офіційних матчах у складі національної збірної Кот-д'Івуару. Протягом кар'єри у національній команді, яка тривала 8 років, провів у формі головної команди країни 48 матчів, забивши 1 гол.
У складі збірної був учасником чемпіонату світу 2006 року у Німеччині, Кубка африканських націй 2006 року в Єгипті, де разом з командою здобув «срібло», Кубка африканських націй 2008 року у Гані, Кубка африканських націй 2010 року в Анголі.

## Титули і досягнення
- Володар Кубка Інтертото (1):

«Марсель»:  2005
- Срібний призер Кубка африканських націй: 2006